# Joaquín Bedoya
Joaquín Emilio Bedoya Gómez (Frontino, 10 de febrero de 1943-Envigado, 21 de noviembre de 2014) fue un cantante Colombiano de género parrandero. Es conocido por canciones como "Aguardiente pal Chofer", "Llegaron las Putiérrez" y "Échele agua a la sopa" entre otras.

## Biografía

### Infancia
Nació el 10 de febrero de 1943 en el municipio de Frontino en el occidente Antioqueño siendo el menor de 7 hermanos. A una corta edad dejó su pueblo natal y se instaló en el municipio de Bello (Antioquia), donde cursó sus estudios primarios en la escuela Marco Fidel Suárez y en la Pontificia Bolivariana de Medellín. Se inició en la música en su etapa escolar, inspirado en su hermano José Bedoya de quien heredó el gusto por tocar la guitarra y quien más tarde le daría la oportunidad de seguir su carrera musical gracias a sus amigos músicos que tenía en esa época.

### Carrera

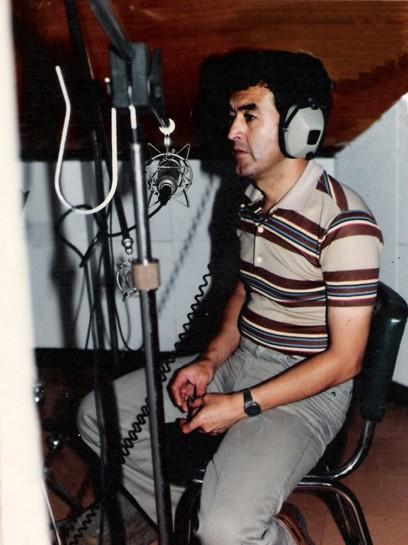

Sus inicios musicales se dieron a los 12 años en tertulias y reuniones familiares. Su primera presentación la realizó con el grupo de su hermano José A. Bedoya, en aquella ocasión necesitaban un puntero y debido a que su hermano no pudo acudir fue Joaquín quien realizó la presentación dándose a conocer como uno de los futuros intérpretes del género parrandero. Su primera grabación fue el tema titulado "El espanto", en el año 1962, el cual es considerado su primer gran éxito. Escrita por José Muñoz, tras haber grabado este tema, empezó a realizar composiciones propias. Entre las primeras se encuentra El relojito y El fiambre de Estela (este último convertido en éxito de la época, evocando aquellos paseos de olla que se realizaban los fines de semana en familia). Luego de esto, se dio una seguidilla de composiciones e interpretaciones tanto propias como de otros artistas entre las que se encuentran "Aguardiente pal chofer", "Las veteranas", "Échele agua a la sopa", "Colgué la guitarra", "El enredo", "La dulce toma", "Llegaron las Putiérrez"  entre otras. Sus composiciones también han sido interpretadas por grupos y artistas de gran renombre como lo son: El combo de las estrellas con su tema "La juventud", Rómulo Caicedo, Roberto Anglero de Puerto Rico con el tema “Déjamelo ve”, Tony Olivencia con el tema "Como una estrella", Los graduados entre otros.
En el año 1992 fue homenajeado por sus 30 años de carrera artística en el municipio de Itagui, otorgándole un disco de oro por parte de Discos Victoria entre otras distinciones. En el año 1996 recibió la medalla del escudo de Antioquia en categoría oro como reconocimiento por la trayectoria artística.

### Muerte
Falleció el 21 de noviembre de 2014, a la edad de 71 años, «a causa de complicaciones que venía sufriendo meses atrás a causa de un cancer».
Las exequias fúnebres se realizaron en la iglesia de Santa Gertrudis del parque principal del municipio de Envigado.

## Discografía

### Joaquín Bedoya y su Conjunto
- El espanto - 1963
- Así era Pedrito - 1969
- Colgué la Guitarra - 1969
- Año Viejo Malicioso - 1971
- El Chirimbero - 1972
- Año Viejo, Viejo Amigo - 1974
- Don Justo Garro - 1974
- El Corbata Gastador - 1974
- El Farol Borracho - 1975
- El Correlón - 1976
- Aguardiente pal chófer - 1977
- Tócame el Aguacate - 1977
- A la mujer hay que darle en la cabeza - 1978
- Avisos clasificados - 1978
- De Fonda En Fonda - 1978
- El Trovador Malicioso - 1978
- Olvídate Mugre - 1978
- Amor sincero - 1982
- Camina Pa Allí Negrita - 1982
- Aguardiente al orador - 1983
- Aguardiente embriagame - 1987
- Como Las Dan Las Tomo - 1987
- Comiendo Gallina - 1991
- Échame Pues el Otro - 1991
- Llegaron Las Putierrez - 1993
- Ave vagabunda - 1998
- Échale Agua a la Sopa - 1999
- El Analfabeta - 2001
- Al que le gusta le sabe - 2002
- Amarren las perras - 2003
- El Fiambre De Stella - 1970
- Ay mi cachucha
- Ojo Con Eso - 2002
- Las Dos Camisas - 2002
- Cabeza De Hacha - 2002
- Esta Por Ayudarme - 2007

### Otras agrupaciones
- Los Raros